# Valdidentro
Valdidentro é uma comuna italiana da região da Lombardia, província de Sondrio, com cerca de 3.908 habitantes. Estende-se por uma área de 244 km², tendo uma densidade populacional de 16 hab/km². Faz fronteira com Bormio, Grosio, Livigno, Valdisotto.

## Demografia
| Variação demográfica do município entre 1861 e 2011                               |
|                                                                                   |
| Fonte: Istituto Nazionale di Statistica (ISTAT) - Elaboração gráfica da Wikipedia |